# 740
سنة 740 م كانت سنة كبيسة تبدأ يوم الجمعة (الرابط يظهر نموذج التقويم الكامل للسنة) من التقويم اليولياني. بدأت تسمية السنة ب740 منذ العصور الوسطى المبكرة، عندما أصبح تقويم أنو دوميني هو الأسلوب السائد في أوروبا لتسمية السنوات.

## مواليد
- الأصمعي

## وفيات
- زيد بن علي
- عبد الله البطال مجاهد مسلم ظهر في الحروب الإسلامية البيزنطية في بدايات القرن الثامن الميلادي